# Ekwan
L'Ekwan è un fiume del Canada che scorre nell'Ontario. Il fiume nasce dal Lago Zumar poi scorre verso est per circa 500 chilometri fino ad immettersi nella Baia di James.